# Quisicedo
Quisicedo es una entidad de población española del municipio de Merindad de Sotoscueva, perteneciente a la provincia de Burgos, en la comunidad autónoma de Castilla y León.

## Historia
Hacia mediados del siglo XIX, el lugar, ya por entonces perteneciente al ayuntamiento de Merindad de Sotoscueva, tenía contabilizada una población de sesenta habitantes. Aparece descrito en el decimotercer volumen del Diccionario geográfico-estadístico-histórico de España y sus posesiones de Ultramar de Pascual Madoz con las siguientes palabras:

QUISICEDO: l. de la prov., dióc., aud. terr. y c. g. de Búrgos (18 leg.), part. jud. de Villarcayo (2 1/2) y ayunt. denominado de la merindad de Sotoscueva (medio cuarto); sit. en un llano que domina en parte al páramo labrantío: le baten los vientos por todos lados: su clima es bastante sano y se padecen comunmente enfermedades catarrales. Tiene 24 casas; escuela de primera enseñanza, dotada con 9 fan. de trigo, pagadas por los padres de los niños; un paseo estramuros con arbolado de manzanos, nogales, perales y cerezos; 1 igl. parr. (Santiago), servida por un cura y un sacristan; 1 cementerio alrededor de la misma, y en el término 2 ermitas de propiedad particular, bajo las advocaciones de San Miguel y Ntra. Sra. del Arrañal; los vec. se proveen de agua para sus usos, de la de un r. llamado de Abajo y de una fuentecita. El térm. linda N. Quintanilla del Rebollar; E. Villabascones; S. Cueva de Sotoscueva, y O. dicho Villabascones. La mitad del terreno es secano y la otra mitad regadío con las aguas del citado r. y otro titulado de San Miguel, los cuales son muy poco caudalosos y nacen en el monte conocido por el Somo, habiendo un puente de piedra sobre cada uno de ellos; está poblado en unas partes de roble albar de muy buena calidad y hayas; y en otras de arbustos, abedules, acebos, avellanos, cerezos, manzanos y perales, encontrándose tambien en él canteras de piedra sillar blanca y negra, pero arenisca. Hállanse asimismo en el térm. minas de carbon de piedra, aunque sin esplotar, y varios prados naturales que producen yerba comun. caminos: hay uno que atraviesa el l., dirigiendo desde Espinosa de los Monteros á Soncillo y Reinosa. La correspondencia se recibe de la cap. del part. por los mismos interesados. prod.: trigo, cebada, centeno, lino, patatas y algunas legumbres; cria toda clase de ganados, pero particularmente vacuno; caza de perdices, liebres, codornices, corzos, jabalies, lobos y algun oso, y pesca de truchas, en corta cantidad. ind.: la agrícola y un molino harinero, propio de particulares, que solo anda en los 3 meses de invierno. pobl.: 16 vec. 60 alm. cap. prod.: 132,000 rs. imp. 9,915.
(Madoz, 1849, p. 351)

En 2024, la entidad singular de población tenía empadronados 61 habitantes y el núcleo de población, los mismos.

## Patrimonio
Hay en el lugar una iglesia de Santiago Apóstol.